# Liste der Kulturdenkmale in Ringethal
In der Liste der Kulturdenkmale in Ringethal sind die Kulturdenkmale des Mittweidaer Ortsteils Ringethal verzeichnet, die bis Juni 2023 vom Landesamt für Denkmalpflege Sachsen erfasst wurden (ohne archäologische Kulturdenkmale). Die Anmerkungen sind zu beachten.
Diese Aufzählung ist eine Teilmenge der Liste der Kulturdenkmale in Mittweida.

## Ringethal
| Bild                                    | Bezeichnung | Lage                                  | Datierung | Beschreibung | ID       |
| --------------------------------------- | --- | ------------------------------------- | --- | --- | -------- |
| Weitere Bilder                          | Burgruine (Raubschloss Ringethal, auch Burg Lewenhain) | Am Raubschloss 2 (Karte)              | 1804, über mittelalterlichen Resten                                                                                                 | Über den Resten einer mittelalterlichen Burg errichteter, romantischer Staffagebau, Mauerstück in Bruchstein mit Bogen als gerahmter Blick in die Landschaft, der einst dazugehörige Turm abgegangen, nur als aufgemauertes Fundament erkennbar, ortsgeschichtliche und kulturgeschichtliche sowie landschaftgestaltende Bedeutung. Das Raubschloss Ringethal ist eine künstliche Burgruine, die auf den mittelalterlichen Resten einer Höhenburg aus dem frühen 14. Jahrhundert steht. Die Burg Lewenhain genannte Höhenburg über der Zschopau bestand wohl nicht sehr lang und wurde spätestens um 1450 aufgegeben. Von der alten Anlage zeugen noch der Burggraben mit Wall, ein gedeckter Gang und andere Mauerreste. 1804 ließ der Gutsherr von Ringethal, Joseph Friedrich Freiherr von Racknitz, den historischen Ort im romantischen Sinn erneuern. Freiherr von Racknitz, der das Amt des kursächsischen Hofmarschalls bekleidete, war künstlerisch geschult und ambitioniert. Er gehörte zu den führenden Freimaurern in Sachsen. Seine freimaurerische Gesinnung und seine künstlerischen Ambitionen schlugen sich auch in der Umgestaltung seiner Grundherrschaft Ringethal nieder. Insbesondere bemühte er sich um eine Verschönerung der umliegenden Landschaft, wovon die ruinenromantische Erneuerung des Raubschlosses Kunde gibt. Über den mittelalterlichen Relikten errichtete man einen malerischen, weit sichtbaren Staffagebau, der sich aus der künstlichen Ruine des Burgturms und einem Mauerfragment mit großer Bogenöffnung zusammensetzte. Der Turm ist bis auf den unteren Teil wieder eingegangen. Dagegen blieb das Mauerfragment in seiner ursprünglichen Form erhalten; es wirkt einerseits als stimmungssteigernder Blickfang in der Landschaft und bietet andererseits als Aussichtspunkt einen gerahmten Ausblick in die Umgebung. Das Raubschloss Ringethal ist neben seiner historischen Bedeutung als mittelalterliche Burganlage (archäologisches Denkmal), die vor allem auf die Anfänge der Grundherrschaft Ringethal verweist, auch ein wichtiges Zeugnis für die Aneignung der geschichtlichen Altertümer in den Zeiten der Romantik, verbunden mit freimaurerischem und sentimentalischem Gedankengut. Daraus ergibt sich ein wichtiger kultur- und geistesgeschichtlicher Aussagewert. Als bewusst hergestelltes, landschaftliches Verschönerungselement verkörpert die Burgruine überdies einen landschaftsgestaltenden Wert. Unter diesen Aspekten ist das Objekt ein Kulturdenkmal, an dessen Erhaltung ein öffentliches Interesse besteht. | 09306786 |
| Weitere Bilder                          | Kirche und Kirchhof Ringethal (Sachgesamtheit) | Hauptstraße (Karte)                   | 12. Jahrhundert | Sachgesamtheit Kirche und Kirchhof Ringethal, bestehend aus den Einzeldenkmalen: Kirche, Kirchhofsmauer, Denkmal für die Gefallenen des Ersten Weltkrieges mit Baumpaar, Grabmal für den Pfarrer Johannes Hertel, Grabanlage für die Rittergutsbesitzer sowie verschiedene historische Grabsteine mit nicht mehr lesbarer Inschrift, Steinbank mit Baumpaar und Lutherlinde (siehe 09302179) sowie der Kirchhof als Sachgesamtheitsteil; ortsbildprägende Anlage von großer ortsgeschichtlicher Bedeutung. Auf dem Kirchhof befindet sich eine barocke Emporenkirche romanischen Ursprungs mit Dachreiter. Vegetation: sieben Linden – davon vier Winterlinden (Tilia cordata) und die Luther-Linde (durch Neupflanzung ersetzt), Stiel-Eiche (Quercus robur), Spitzahorn (Acer platanoides), Gruppe von drei Lebensbäumen an der Nordostecke des Friedhofes. | 09237647 |
| Weitere Bilder                          | Kirche mit Ausstattung, Kirchhofsmauer, Denkmal für die Gefallenen des Ersten Weltkrieges mit Baumpaar, Grabmal für den Pfarrer Johannes Hertel, Grabanlage für die Rittergutsbesitzer sowie verschiedene historische Grabsteine mit nicht mehr lesbarer Inschrift, Steinbank mit Baumpaar und Lutherlinde (Einzeldenkmale der Sachgesamtheit 09237647) | Hauptstraße (Karte)                   | 12. Jahrhundert (Kirche); 1391 Dendro (Chordachwerk); um 1490 (pfeilartige Taufe); 18. Jahrhundert (Altar, Altarkreuz und Leuchter) | Einzeldenkmale der Sachgesamtheit Kirche und Kirchhof Ringethal; Kirche von baugeschichtlicher, baukünstlerischer sowie ortsgeschichtlicher Bedeutung sowie Bestandteile des Kirchhofes von vorwiegend ortsgeschichtlicher, aber auch künstlerischer Bedeutung. - Grabmale/Grabanlagen: - Grabanlage der ehemaligen Rittergutsbesitzer von Schroeter sowie Anna von Hain sowie elf stehende Grabsteine: teilweise Porphyr, Inschriften kaum noch lesbar, vermutlich 17. bzw. 18. Jahrhundert, Standort an der Ostseite der Kirche - Grabmal des Pfarrers Johannes Hertel, verst. 1963: schlichter Stein von ortsgeschichtlichem Wert - fünf stehende Grabsteine an der Südostecke der Kirche: Inschriften nicht mehr lesbar, vermutlich 17./18. Jahrhundert - neun Grabsteine bzw. Fragmente: teilweise barock, Inschriften nicht mehr lesbar, Standort vor der Leichenhalle im Nordwesten des Kirchhofes - liegender Grabstein in Form eines aufgeschlagenen Buches: Inschriften schwer lesbar, Grabstein flankiert von zwei Lebensbäumen, vermutlich 19. Jahrhundert - Baulichkeiten auf dem Kirchhof: - umlaufende Kirchhofsmauer: Bruchstein-Mauer aus Porphyr - Zugänge: Pforte von Norden (Hauptstraße), Pforte von Süden (ehem. Rittergut), Pforte von Osten (Pfarrhaus) - neugotische Steinbank im Nordosten des Kirchhofes: vermutlich beginnendes 20. Jahrhundert, Bruchstein, u-förmige Grundfläche, Lehne Stein mit gemauerten Spitzbögen - Kriegerdenkmal für die Gefallenen des Ersten Weltkrieges der Orte Hermsdorf, Ringethal, Falkenstein und Erlebach: drei Porphyrsteine mit Inschriften, Ostseite des Friedhofes - Silbermannorgel: Schlosskapelle, später Kirche, pedallos (Positiv) 1849 von Ladegast Prinzipalbass 8' und Subbass 16' als Pedalstimmen zugefügt | 09302179 |
| Weitere Bilder                          | Rittergut Ringethal (Sachgesamtheit) | Hauptstraße 5, 5b, 6, 7, 8, 9 (Karte) | Um 1850 (Wohnhaus mit Stall, Nr. 7)                                                                                                 | Sachgesamtheit Rittergut Ringethal mit folgendem Einzeldenkmal: Herrenhaus (siehe 09237648, Hauptstraße 8) sowie den Resten des Wirtschaftshofes mit barockem Wohnstallhaus (Hauptstraße 7), den Wirtschaftsgebäuden (Hauptstraße 5, 5b und 6), dem Stallgebäude, Speichergebäude an der Kirchhofseinfriedung (Hauptstraße 9) und einem Erdkeller sowie dem Inselteich (ehemaliger Standort einer Wasserburg) als Sachgesamtheitsteile; Anlage von außerordentlich hoher regionalgeschichtlicher Bedeutung. - Geschichte: Die Herrschaft Ringethal entstand um 1150 bis 1170, sie umfasste das Rittergut und die Bauerndörfer Falkenhain, Hermsdorf und Erlebach. 1450 im Eigentum der Herren von Hahn/Hain/Hayn bis 1700. Weitere Eigentümer waren von Liebschwitz, von Steinbach, von Flemming, von Dallwitz, von Bülow, von Rackwitz. 1742 im Eigentum „die von Poigk“, die das heute noch existierende Herrenhaus erbauen ließen. 1861–1935 im Eigentum von Baron von Schröter. 1935 Verkauf an die sächsische Landsiedelgesellschaft Dresden. 1958 bis 1996 Nutzung des Herrenhauses als Schule. Seit 2004 zum Verkauf angeboten. - Sachgesamtheitsteile: - Wirtschaftshof: Gebäude Hauptstraße 7 barockes Wohnhaus mit Stall um 1850, überformt, Wirtschaftsgebäude Hauptstraße 5, 5b und 6 sind ebenso überformt, weiterhin Stallgebäude und Speichergebäude an Kirchhofeinfriedung, Pfarrhaus Nummer 18, Wohnhaus Nummer 10 (ehemals Scheune). - Inselteich: Bodendenkmal – ehemalige mittelalterliche Niederungsburg (Wasserburg). Abgerundetes rechteckiges Kernwerk von 15 m × 12 m in einem Teich (Ufer-Kernwerk im Norden 10 m, sonst wesentlich mehr), an Nordost-Ecke des Kernwerks Steinummauerung sichtbar, Kernwerksplateau ca. 2 m über Wasserfläche. Funde aus dem 13. und 14. Jahrhundert. MBL 4943, Ringethal, Amtshauptmannschaft Rochlitz, Eigenname „Inselteich“, Zuordnung Altersstufe Jahr 1200–1250, Wasserburg, archäologisch belegt, Ersterwähnung 1221 als Herrensitz. | 09302382 |
| Weitere Bilder                          | Ehemaliges Herrenhaus des Rittergutes (Einzeldenkmal der Sachgesamtheit 09302382) | Hauptstraße 8 (Karte)                 | 1744 Dendro | Einzeldenkmal der Sachgesamtheit Rittergut Ringethal; stattlicher barocker Putzbau von baugeschichtlicher, ortsgeschichtlicher und ortsbildprägender Bedeutung. Schlossgebäude mit doppelläufiger Treppe im Stil des Spätbarock, Fassadenschmuck entfernt, Rückseite gestört durch Schornstein. Am gleichen Standort des Herrenhauses befand sich laut Burgeninventar (www.burgeninventar.de) eine Wasserburg. Dies ist auch noch deutlich am Meilenblatt für Sachsen ablesbar. | 09237648 |
| Weitere Bilder                          | Wohnhaus mit Ladenanbau | Hauptstraße 12 (Karte)                | Um 1800 (Wohnhaus); um 1900 (Laden)                                                                                                 | Historischer Gasthof, Fachwerkbau mit Ladenanbau aus der Zeit um 1900, bau- und ortsgeschichtlich von Bedeutung. Wohnhaus Erdgeschoss massiv, Obergeschoss Fachwerk verputzt, Giebel verschiefert, Krüppelwalmdach, Anbau aus der Zeit um 1900 mit Attikabekrönung, Fenster und Türen nicht mehr original. | 09237646 |
| Weitere Bilder                          | Ringethaler Mühle: Mühlenanwesen mit Mühle mit Mühlentechnik, Wohnhaus, Seitengebäude und Speichergebäude | Hauptstraße 20 (Karte)                | Um 1813 (Mühle und Wohnhaus mit Pferderemise); 1822 (Getreidemühle); 1873 (Müllerwohnhaus); 1876 (Schneidemühle)                    | Ehemalige Mahl- und Ölmühle des Rittergutes Ringethal, durchgängiger Betrieb von 1590 bis 1990, bau- und ortsgeschichtlich von Bedeutung. - Mühle: dreigeschossiges Gebäude mit Krüppelwalm und Fachwerk in den Obergeschossen, erbaut um 1813, um 1870 aufgestockt, technische Einrichtungen noch erhalten (vor 2017) - Wohnhaus: im Stil des Neoklassizismus um 1870 erbaut, Altan mit Wintergarten in Holzbauweise, Obergeschoss durch große Fenster gestört, Pferderemise und Wohnhaus um 1813 erbaut, Fachwerk im Dachgeschoss und Obergeschoss verkleidet, Krüppelwalmdach mit Dachreiter, störender Anbau - Speichergebäude: turmartiger Putzbau 1909 Historie: Ersterwähnung 1590 als Brett-, Öl- und Mahlmühle mit drei Gängen, 1768 vier Gänge belegt, 1817 Brand der Ölmühle mit anschließendem Wiederaufbau, 1822 sechs Gänge, Tagesproduktion 7 t, 1822 Zerstörung durch Winterhochwasser, 1850 Umbau der Mahlmühle, 1862 Auflösung des Mahlzwanges des Rittergutes u. a., 1864 Abgabe des Schrankrechtes (übergegangen an das Haus Brückenaue), 1873 Aufstocken der Mühle, Bau des Wohnhauses, nach 1876 Bau der Schneidemühle, 1883 Wagen- und Geräteschuppen gebaut, Pferdestall erweitert, 1893 Telefonanschluss, 1895 Uhrturm mit Mühlenuhr gebaut, 1897 Eröffnung einer Bäckerei, 1897 31. Juli, großes Hochwasser – Zerstörung Schneidemühle, 1898 Einbau einer Turbine im Sägewerk, 1900 Wehrspitzenmauer zum Hochwasserschutz errichtet, 1901 Neubau eines Raumes für die elektrische Beleuchtungsanlage in der Mühle gebaut, 1903 Wasserrad wurde durch eine Turbine ersetzt, 1903 Wehr neu angelegt (Wehr ist 96 m breit) Schlauchwehr (?), 1909 Getreidespeicher gebaut, 1920 Bäckerei geschlossen, 1945 am 16. April Beschuss durch US-amerikanische Armee, Mühle, Wohnhaus, Scheune und Mühlgebäude teilweise zerstört, 1952 Mahlmühle wurde ausgebaut und modernisiert, 1954 Stilllegung der Schneidemühle, um 1957 Ausbau der Mühlenscheune zum Wohnhaus mit acht Wohnungen, 1960 Mühle wurde zu Mischfutterwerk umgebaut – Mischfutter wurde an fast alle LPG des ehemaligen Kreises Hainichen geliefert, 1967 Ölmühle wurde wegen Baufälligkeit abgerissen, 1974 Stilllegung der alten Wasserkraftanlage, Elektrizität nur noch aus dem Netz, 1974/75 Umbau in Mischfutterwerk, neuere moderne Maschinen, nur noch Hammermühle, Tagesproduktion 60 t Mischfutter, 31. Dezember 1991 wurde Mischfutterwerk geschlossen – war eine Lohn- und Handelsmühle. | 09237649 |
| Weitere Bilder                          | Güterbahnhof bestehend aus Lagergebäude und Wohnhaus | Hauptstraße 25 (Karte)                | 1909 | Eisenbahn- und regionalgeschichtlich von Bedeutung. Lagergebäude in Ziegelmauerwerk mit Fachwerk, Rampe mit Sockel in Zyklopenmauerwerk, an Lagergebäude anschließendes Wohngebäude im selben Material, teilweise auch verputzt, der Industriebahnhof wurde im Zusammenhang mit einer Industriebahn angelegt, deren Gleisanschlüsse an acht Fabriken angebunden wurden, das Schienennetz verlief zwischen Dreiwerden, Mittweida, Neudörfchen und Ringethal und wurde 1906/1908 fertiggestellt, der Industriebahnhof war einer der drei Verladestationen an der Schienenstrecke. | 09237552 |
| Direkt Bild zu diesem Denkmal hochladen | Wohnhaus | Mühlberg 8 (Karte)                    | Um 1925 | Putzbau im historisierenden Stil der 1920er Jahre, baugeschichtlich von Bedeutung. Wohnhaus in offener Bebauung, Baukörper gegliedert durch Mittelrisalit mit Frontspitz, steiles Mansarddach, in gutem Originalzustand, ursprüngliche Einfriedung noch vorhanden. | 09237652 |
| Direkt Bild zu diesem Denkmal hochladen | Ehemaliges Wohnstallhaus | Ringstraße 1 (Karte)                  | Vor 1800 | Obergeschoss Fachwerk verbrettert, baugeschichtlich von Bedeutung. Erdgeschoss massiv, Fachwerk im Obergeschoss und Dachgeschoss verbrettert, Krüppelwalm. | 09237618 |
| Direkt Bild zu diesem Denkmal hochladen | Ehemaliges Wohnstallhaus | Ringstraße 17 (Karte)                 | Um 1820 | Obergeschoss Fachwerk verkleidet, baugeschichtlich von Bedeutung. Fachwerk in Obergeschoss und Dachgeschoss verkleidet, Frackdach, Erweiterung in den 1920er Jahren, Fenster nicht mehr original, Jalousiekästen im Erdgeschoss störend. | 09237654 |
| Direkt Bild zu diesem Denkmal hochladen | Ehemaliges Wohnstallhaus | Ringstraße 22a (Karte)                | Um 1820 | Obergeschoss Fachwerk, zum Teil verschiefert, baugeschichtlich von Bedeutung. Fachwerk in Erdgeschoss und Obergeschoss, Giebel mit Schiefer kunstvoll verschiefert, Fenster zum Teil noch original, an einer Giebelseite und an Rückseite störender Anbau. | 09237655 |

## Tabellenlegende
- Bild: Bild des Kulturdenkmals, ggf. zusätzlich mit einem Link zu weiteren Fotos des Kulturdenkmals im Medienarchiv Wikimedia Commons. Wenn man auf das Kamerasymbol klickt, können Fotos zu Kulturdenkmalen aus dieser Liste hochgeladen werden:
- Bezeichnung: Denkmalgeschützte Objekte und ggf. Bauwerksname des Kulturdenkmals
- Lage: Straßenname und Hausnummer oder Flurstücknummer des Kulturdenkmals. Die Grundsortierung der Liste erfolgt nach dieser Adresse. Der Link (Karte) führt zu verschiedenen Kartendiensten mit der Position des Kulturdenkmals. Fehlt dieser Link, wurden die Koordinaten noch nicht eingetragen. Sind diese bekannt, können sie über ein Tool mit einer Kartenansicht einfach nachgetragen werden. In dieser Kartenansicht sind Kulturdenkmale ohne Koordinaten mit einem roten bzw. orangen Marker dargestellt und können durch Verschieben auf die richtige Position in der Karte mit Koordinaten versehen werden. Kulturdenkmale ohne Bild sind an einem blauen bzw. roten Marker erkennbar.
- Datierung: Baubeginn, Fertigstellung, Datum der Erstnennung oder grobe zeitliche Einordnung entsprechend des Eintrags in der sächsischen Denkmaldatenbank
- Beschreibung: Kurzcharakteristik des Kulturdenkmals entsprechend des Eintrags in der sächsischen Denkmaldatenbank, ggf. ergänzt durch die dort nur selten veröffentlichten Erfassungstexte oder zusätzliche Informationen
- ID: Vom Landesamt für Denkmalpflege Sachsen vergebene, das Kulturdenkmal eindeutig identifizierende Objekt-Nummer. Der Link führt zum PDF-Denkmaldokument des Landesamtes für Denkmalpflege Sachsen. Bei ehemaligen Kulturdenkmalen können die Objektnummern unbekannt sein und deshalb fehlen bzw. die Links von aus der Datenbank entfernten Objektnummern ins Leere führen. Ein ggf. vorhandenes Icon  führt zu den Angaben des Kulturdenkmals bei Wikidata.